# Gros Plant (voilier)
Pour les articles homonymes, voir Gros Plant.
Le Gros Plant est une classe de voilier conçue par Philippe Harlé en 1979, construite en peu d’exemplaires mais ayant servi trois fois en Mini Transat.

## Historique
Le Gros Plant a été conçu en 1979 après un tour de l’Atlantique de la famille Harlé. C’est un nouveau plan de voilier, destiné à succéder au Muscadet, dont il reprend vaguement les formes extérieures mais surtout l’aménagement intérieur. Les 2 premiers exemplaires sont destinés à la Mini Transat 1979, ils ont un gréement fractionné en 4/5. D’autres exemplaires seront construits, mais le carnet de commandes ne fut pas rempli comme celui du Muscadet, le marché étant tourné vers le stratifié polyester. Le Coco fut en 1985 le successeur en stratifié polyester du Gros Plant.

## Description
À première vue le Gros plant ressemble au Muscadet, mais tout connaisseur remarque vite qu'il s'agit d'un autre modèle.
La coque est en contreplaqué, à simple bouchain, avec des murailles rectilignes à simple courbure, presque verticales. Le safran est accroché au tableau arrière et à un aileron.
Le pont a une tonture négative et un bouge positif marqué, il est entièrement flush-deck, c'est-à-dire continu, sur toute la longueur, à l'exception d'un petit rouf abritant le capot de descente, et du capot de coqueron arrière.
L'arrière est environ deux fois plus large que celui d'un Muscadet (1,6 m de largeur du tableau arrière), il a un volumineux coqueron à l'arrière du cockpit, des hiloires de chaque côté du cockpit, abritant en partie avant des équipets à l'intérieur et à l'arrière des équipets à l'extérieur.
Le jeu de voiles en gréement fractionné comporte une grand-voile à 3 ris, un génois léger, un génois lourd avec 1 ris, un foc de route, un tourmentin, un spinnaker.
Le jeu de voiles en gréement en tête comporte une grand-voile, un génois médium, un foc inter, un foc de route, un tourmentin, un spinnaker.
À l'intérieur, à l'avant une double couchette en V ; au centre une petite cuisine sur bâbord avec un réchaud sur cardan et une table à cartes ouvrante sur tribord ; à l'arrière deux couchettes cercueil de 2,35 m dont la partie avant sert de banquettes de carré d'1 m de longueur. Les couchettes abritent toutes des coffres. Il y a aussi des équipets sur les côtés du carré, dans les hiloires et au-dessus de la couchette avant.

## Palmarès
Dans la Mini Transat de 1979, deux concurrents étaient engagés sur les deux premiers exemplaires construits : Jean-Luc Van Den Heede et Philippe Harlé, arrivés respectivement 2e et 4e. Le vainqueur étant un prototype très innovant (large et ballasté), le Gros plant fut le premier bateau de série de cette édition. Le bateau de Jean-Luc Van Den Heede fut réutilisé pour la Mini Transat 1985.

## Sécurité
Philippe Harlé a conçu ce petit bateau pour une utilisation hauturière, dépassant nettement les exigences de la 3e catégorie, en donnant une grande importance à la sécurité en haute mer et par mauvais temps. Lors de la Mini transat 1979, il estimait dangereux certains bateaux de concurrents et n'aurait pas osé naviguer avec. Il a traversé sans souci majeur, ayant juste cassé deux lattes de grand-voile et déchiré un gousset de latte.

## Jauge
Il n'existe pas de règles de jauge spécifiques au Gros plant, mais il respecte les règles de la jauge de la Mini Transat.

### Sources
- Loisirs Nautiques no 96, 1979
- Loisirs Nautiques no 101, 1980
- Cahiers du Yachting no 205, janvier 1980
- Documents du chantier naval Kergroix et de l’architecte Philippe Harlé